# المتحف الافتراضي لفرنسا الجديدة
المتحف الافتراضي لفرنسا الجديدة (بالفرنسية: Le Musée virtuel de la Nouvelle-France)‏ (بالإنجليزية: The Virtual Museum of New France)‏؛ متحف افتراضي أنشأه ويديره المتحف الكندي للتاريخ. والغرض منه هو تبادل المعرفة وزيادة الوعي بتاريخ وثقافة وإرث المستوطنات الفرنسية المبكرة في أمريكا الشمالية.
يتضمن الموقع خرائط تفاعلية وصور ورسوم توضيحية ومعلومات بناءً على الأبحاث الحالية في فرنسا الجديدة. وتشمل هذه الخرائط على المستوطنات والأراضي الفرنسية التي انتشرت من أكاديا في الشرق عبر وادي سانت لورانس، ومنطقة البحيرات الكبرى، ووادي أوهايو، وجنوبًا إلى ولاية لويزيانا الأمريكية من القرن السادس عشر إلى القرن الثامن عشر.
تم كتابة المحتوى من قبل علماء التاريخ والآثار ومراجعته من قبل خبراء آخرين. ويعرض الموقع أقسام مختلفة مخصصة للمستعمرات والإمبراطوريات والمستكشفين والأنشطة الاقتصادية والسكان والحياة اليومية والتراث.
تغطي المقالات في المتحف الافتراضي لفرنسا الجديدة مجموعة متنوعة من المواضيع المتعلقة بفرنسا الجديدة، بما في ذلك الشخصيات التاريخية الهامة، والتوسع الإقليمي لفرنسا والقوى الاستعمارية المتنافسة، والهجرة، والمجموعات الاجتماعية، والرق، والدين، والغذاء، والترفيه، والعلوم، والطب، والحكم. أطلق الموقع في عام 1997 ووسعت معلوماته في عام 2011.